# Itta Bena, Mississippi
Itta Bena, Mississippi (енгл. Itta Bena) град је у америчкој савезној држави Мисисипи.

## Демографија
По попису из 2010. године број становника је 2.049, што је 159 (-7,2%) становника мање него 2000. године.
| Група             | 2000.         | 2010.         |
| Белци             | 394 (17,8%)   | 206 (10,1%)   |
| Афроамериканци    | 1.796 (81,3%) | 1.833 (89,5%) |
| Азијати           | 5 (0,2%)      | 0 (0,0%)      |
| Хиспаноамериканци | 34 (1,5%)     | 11 (0,5%)     |
| Укупно            | 2.208         | 2.049         |